# Condado de Lake (Flórida)
O Condado de Lake (em inglês:  Lake County) é um dos 67 condados do estado americano da Flórida. A sede do condado é Tavares e a localidade mais populosa é Clermont. Foi fundado em 27 de maio de 1887.

## Geografia
De acordo com o United States Census Bureau, o condado possui uma área de 2 996 km², dos quais 2 430 km² estão cobertos por terra e 566 km² por água.

## Demografia
Segundo o censo nacional de 2010, o condado possui uma população de 297 052 habitantes e uma densidade populacional de 122 hab/km². Possui 144 996 residências, que resulta em uma densidade de 60 residências/km².
Das 14 localidades incorporadas no condado, Clermont é a mais populosa e a mais densamente povoada, com 28 742 habitantes e densidade populacional de 814,2 hab/km². Howey-in-the-Hills é a menos populosa, com 1 098 habitantes. De 2000 para 2010, a população de Groveland cresceu 270%. Apenas 6 localidades possuem população superior a 10 mil habitantes.